# Zetor

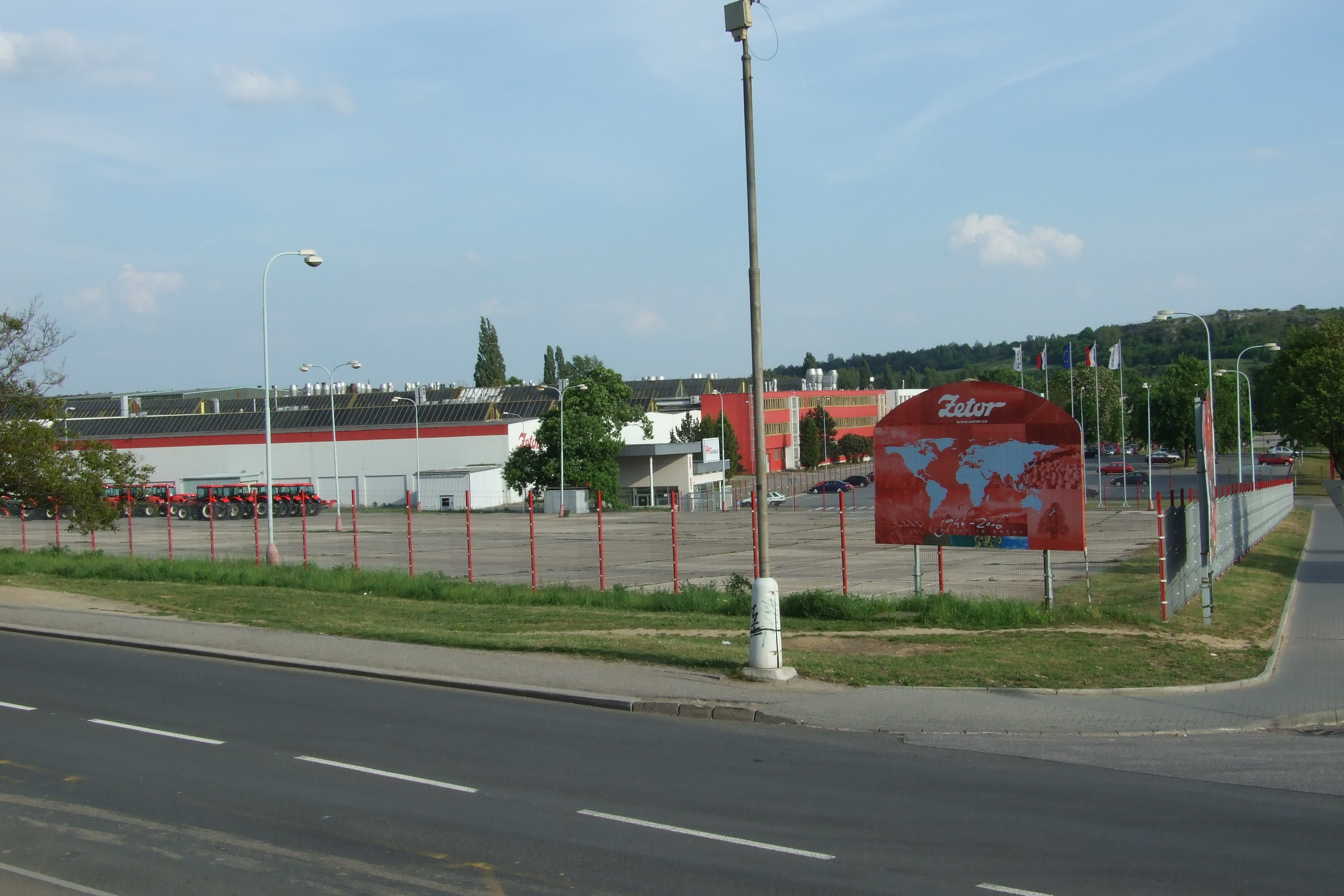
Fabryka ciągników Zetor w Brnie

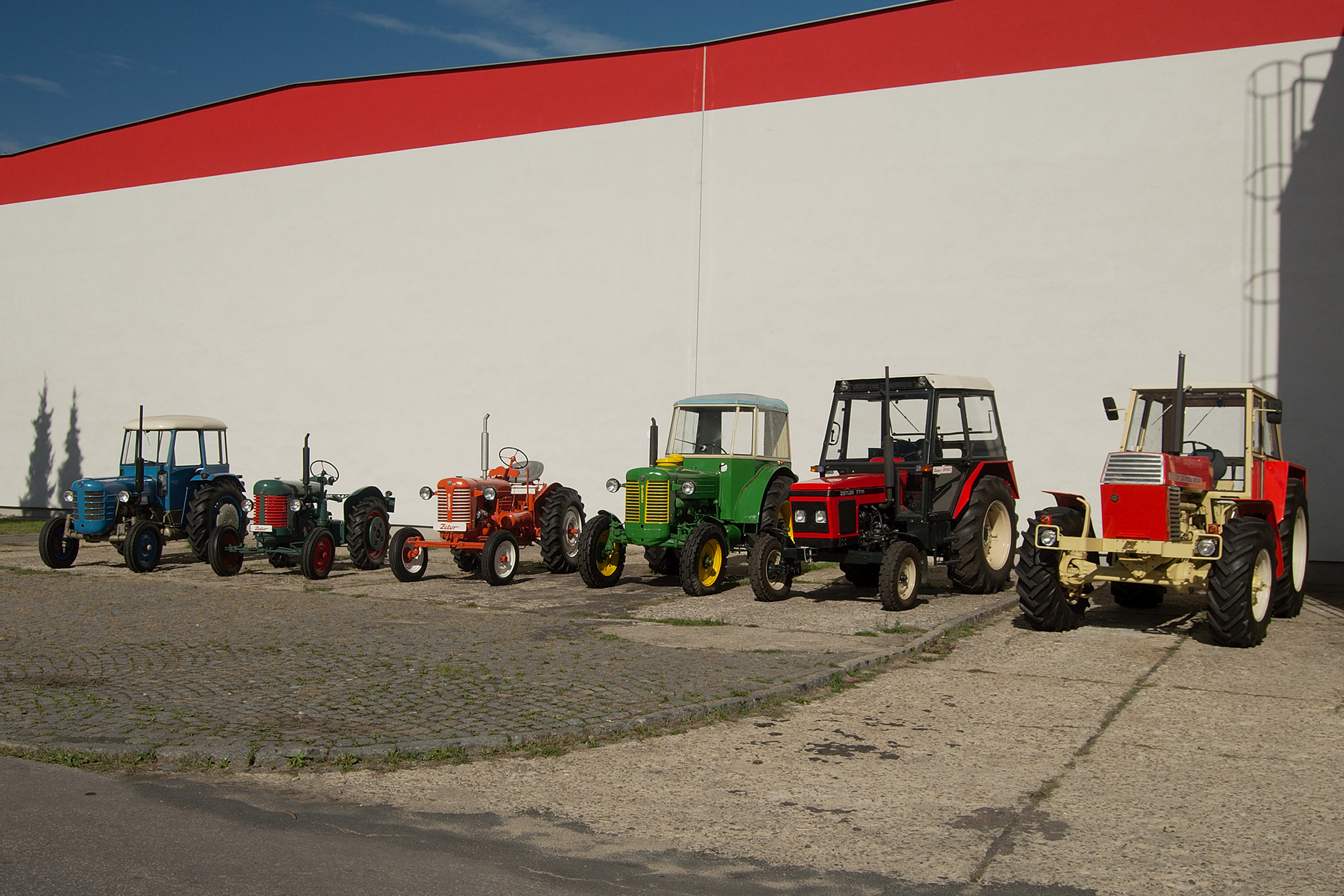
Gama historycznych ciągników Zetor

Zetor Tractors a.s. – czeski producent ciągników rolniczych. Jest członkiem słowackiego HTC Holding, w 2018 roku przebranżowionego na HTC Investments. Zetor był pionierem różnych innowacji w swojej historii. Wprowadził jeden z pierwszych systemów hydraulicznych, znany jako Zetormatic. Był także pierwszy na świecie, który wyprodukował w pełni zintegrowaną bezpieczną kabinę zawieszoną na poduszkach gumowych (wyciszających i tłumiących wibracje). Pomimo że Zetor jest czeskim przedsiębiorstwem, różne wersje ich ciągników były montowane w licznych stronach świata, między innymi w Argentynie, Birmie, Indiach, Iraku, Urugwaju i Zairze.
Zetor Tractors a.s. jest właścicielem spółek: ZETOR KOVÁRNA, s.r.o., Zetor Havlíčkův Brod, a.s., ZETOR Slovensko, s.r.o., Zetor Deutschland GmbH, Zetor Tractors Ireland Limited, Zetor UK Limited, ZETOR FRANCE Sarl, Zetor Polska Sp.z o.o., Zetor North America Inc.

## Historia

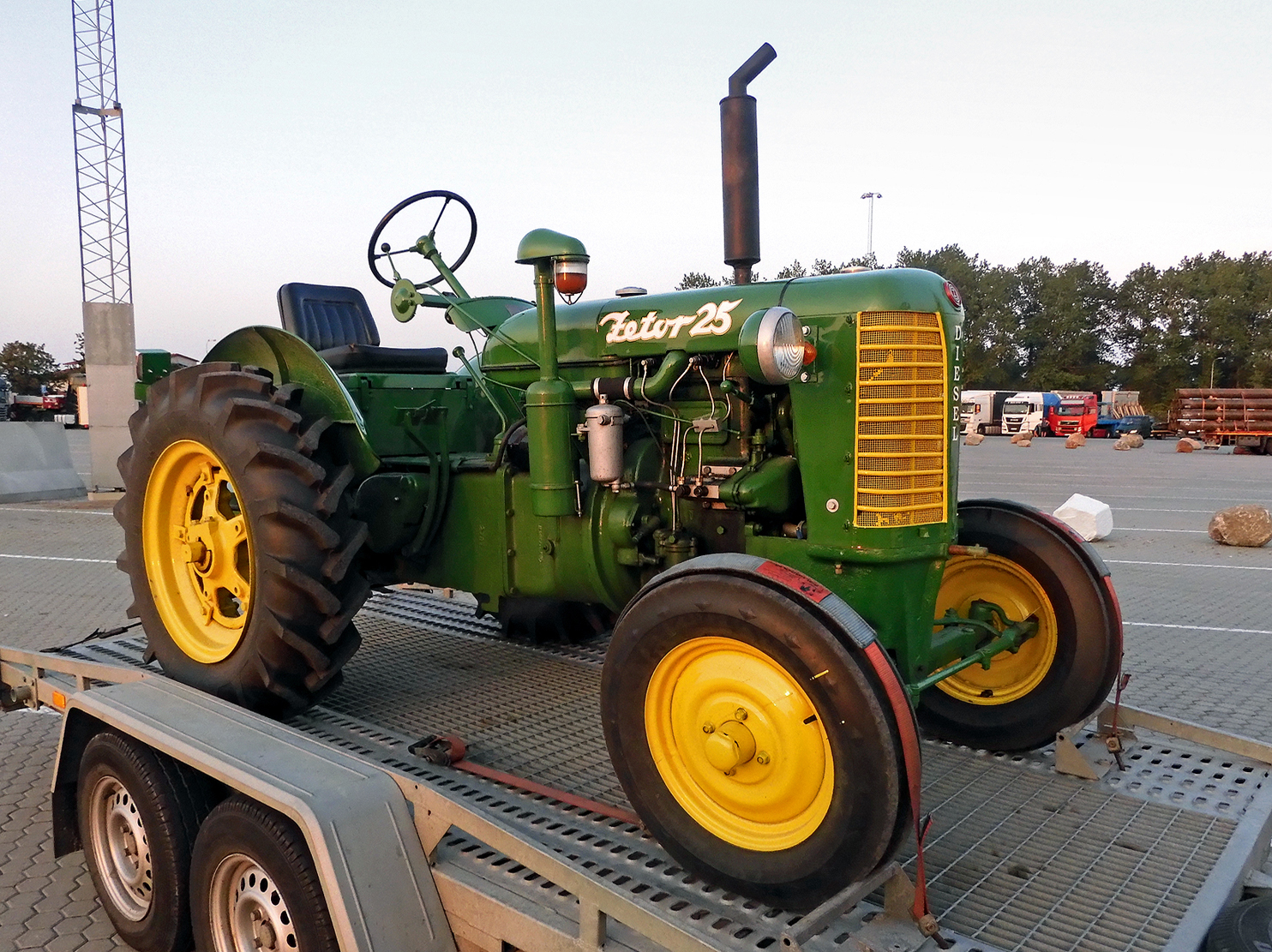
Zetor 25 1946-1949.

Po II wojnie światowej w 1946 roku został zaprezentowany, przez Zbrojovkę Brno prototyp ciągnika rolniczego Zetor 25 (nazwa „Zetor”, powstała poprzez połączenie pierwszej litery „Z” – „Zet”, od nazwy fabryki Zbrojovka, oraz ostatnich liter słowa „traktor” – „or”).
W 1952 roku produkcja ciągników została przeniesiona ze Zbrojovki Brno, do hal produkcyjnych ówczesnego przedsiębiorstwa państwowego Zakłady Precyzyjnego Przemysłu Maszynowego Brno-Liszeń.
W 1960 roku fabrykę wizytował komunistyczny rewolucjonista Che Guevara.
W 1970 roku została zbudowana montownia w Iskanderyiah, około 40 km na południowy zachód od Bagdadu. Do 1990 roku ponad 80 tys. ciągników zostało tam zmontowanych pod marką Antar. Fabryka została zniszczona w czasie wojny w Zatoce Perskiej.
W 1972 roku rozpoczęła się licencyjna produkcja ciągników UŘ I w Indiach, pod marką HMT.
W tamtych latach Zetor osiągał rekordowe poziomy sprzedaży, dzięki przestrzeganiu surowych norm jakościowych. Sprzedażą ciągników na rynkach zachodnich zajmowało się przedsiębiorstwo PZO Motokov.
W 1980 roku, na rynku norweskim sprzedano 523 ciągniki, by w następnych latach (1984/87) osiągnąć poziom sprzedaży na poziomie 1300 sztuk będąc numerem 2 z 18% udziałem w rynku norweskim.
W 1990 roku produkcja ciągników wynosiła około 28 tys. sztuk i spadła do poziomu 5 tys. sztuk w 1993 roku.
Od 1993 roku w ramach współpracy pomiędzy John Deere i Zetor rozpoczęła się sprzedaż ciągników: UŘ I model 92 i UŘ III częściowo zmontowanych w Brnie, pod marką John Deere z serii 2000, w krajach Ameryki łacińskiej. Przez 4 lata współpracy John Deere pomógł Zetorowi poprawić logistykę, zarządzanie jakością, obsługę klienta, oraz dostawę części zamiennych. W sumie dzięki tej współpracy zostało sprzedanych 6500 sztuk ciągników.
W 1995 roku, z inicjatywy producenta traktorów oraz dystrybutora Motokov Praga, powstała w Kaliszu spółka Moto-Zetor Polska, która w latach 1995–1998 zleciła montaż Wytwórni Sprzętu Komunikacyjnego „PZL-Kalisz” 3600 sztuk ciągników Zetor. W maju 2002 roku nastąpiła zmiana nazwy spółki, na ZETOR POLSKA Sp. z o.o. Obecnie jest ona generalnym importerem na Polskę ciągników marki Zetor, oraz innych maszyn sprzedawanych pod tą marką (ładowaczy czołowych Ålö AB i Trac-Lift, kosiarek Agrostroj Pelhřimov, maszyn zielonkowych Strojírny Rožmitál, oraz pługów Sukov).
W 1997 roku podpisano umowę z brazylijskim przedsiębiorstwem Agrale w celu kooperacji i licencyjnej produkcji ciągników w Brazylii.
W 2001 roku Zetor wyprodukował 3500 sztuk ciągników.
W 2002 roku Zetor przechodził postępowanie upadłościowe. W tymże roku nowym właścicielem stał się słowacki HTC Holding, które kupiło 98% udziałów od CSK, za kwotę 310 milionów koron czeskich.
Liczba zatrudnionych w Zetorze spadła, do liczby 720, z 1278 osób z chwilą wejścia nowego właściciela, pod koniec 2002 roku. Cała grupa Zetor zatrudniała 2274 pracowników. Firma sprzedała 4229 sztuk ciągników w 2002 roku.
27 listopada 2013 roku rozpoczęto kooperację z Ålö AB, w ramach której szwedzki producent będzie produkował ładowacze czołowe serii Zetor System ZC (bazujące, na serii Ålö Versa Q), Zetor System ZL (bazujące, na serii Ålö Versa X), Zetor System ZQ (bazujące, na serii Ålö Versa C) i serii Zetor System ZX (bazujące, na serii Ålö Trima Plus)
Na targach Agritechnica w 2015 roku został przedstawiony nowy koncepcyjny wygląd ciągników ZETOR by Pininfarina, zaprojektowany we współpracy z włoskim studiem projektowym.
Produkcja w latach:
- 2007: 7002 szt.
- 2008: 6537 szt.
- 2009: 3773 szt.
- 2010: 3692 szt.
- 2011: 3910 szt.
- 2012: 4933 szt.
- 2014: 4635 szt. (1300 szt. modelu Major)[11]

## Zetor – Zbrojovka
- Zetor 15 (1948-1949)
- Zetor 25 (1946-1949)
- Zetor 25A i Zetor 25K (1949-1961)
- Zetor 25H
- Zetor 25T (1949-1954)
- Zetor 35 (1955-1960)
- Zetor Super 50 (1960-1968)

## UŘ I
Zunifikowana rodzina ciągników I.
Lata produkcji 1960–1967
- Zetor 2011/Zetor 2023

- Zetor 3011/3013/3016/3045
- Zetor 4011/4016

Modernizacja 1
Lata 1968–1972
- Zetor 2511
- Zetor 3511/3513/3611
- Zetor 4511/4611
- Zetor 5511/5545/5611/5645/5647

Modernizacja 2
Lata 1972–1977
Ta modernizacja polegała na:

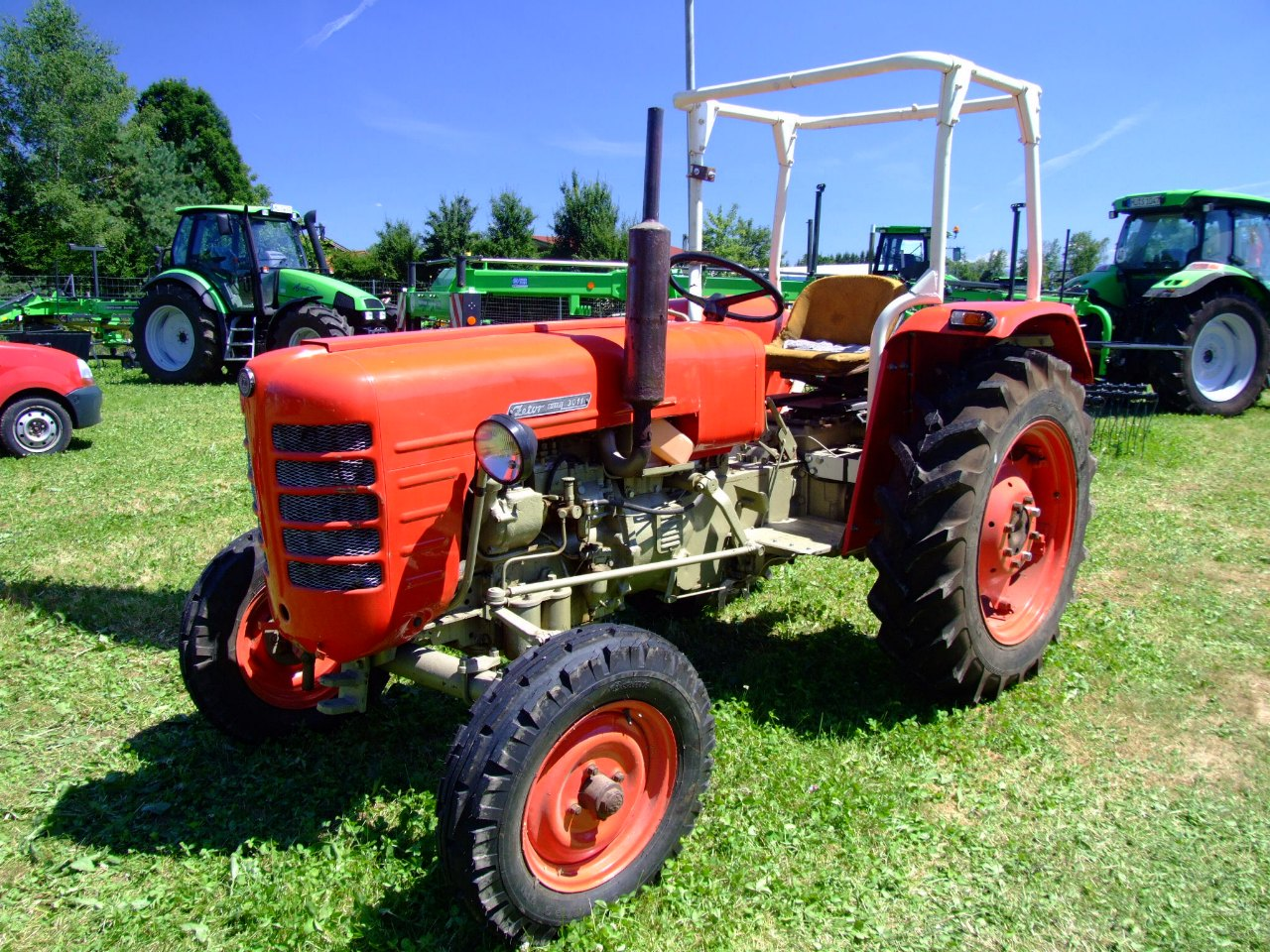
Zetor 3011 z 1964 roku

- zwiększenie mocy silników spalinowych Z4701 i Z6701 poprzez zwiększenie średnicy tłoka na 100 mm;
- wyraźne zmniejszenie jednostkowego spalania paliwa;
- wyposażenie przekładni w możliwość synchronizacji 4 i 5 biegu;
- wyposażenie przekładni w możliwość wzmacniacza momentu obrotowego przełączanego pod obciążeniem;
- ręczne sterowanie sprzęgłem WOM
- wprowadzenie wzmocnione przednie osie nienapędzane dla wszystkich typów i wprowadzenia litej konsoli przedniej osi
- wzmocnienie TUZ
- wzrost siły podnoszenia hydrauliki na 17 kN

- Zetor 4712/4718
- Zetor 5711/5718/5745/5748
- Zetor 6711/6718/6745/6748

Modernizacja 3
Lata 1977–1980
Ciągniki te zostały wyposażone w kabiny. Typ 1 – UBK (tzw. wąska) produkowana przez Vlad Prešov (ob. Słowacja) oraz Typ 2 – BK (tzw. szeroka) produkowana przez Letostroj Letovice (ob. Czechy)
- zwiększenie mocy silników Z4901 i Z6901 poprzez zwiększenie średnicy tłoka na 102 mm;
- zmniejszenie zadymienia w celu spełnienia przepisów EHK
- wyposażenie w licencyjny olejowy filtr powietrza IFE MANN
- zastąpienie prądnicy alternatorem
- zmiana wyglądu maski

- Zetor 4911
- Zetor 5911/5945
- Zetor 6911/6945

Modernizacja 4
Lata 1980–1984
W porównaniu z poprzednimi, do tego czasu produkowanymi modelami ciągników Zetor UŘ I zostały dokonane następujące istotne zmiany: osadzenie kabiny na ciągniku na 4 poduszkach gumowych (silent block), ogrzewanie i wentylacja przez 2 dmuchawy w dachu kabiny, przednie światła (mijania/drogowe) zostały wbudowane w maskę, zbiornik paliwa znajduje się po prawej stronie pod podłogą, wprowadzenie zawieszonych pedałów hamulca i sprzęgła
Lata 1980–1984
- Zetor 5011(inne języki)
- Zetor 6011/6045
- Zetor 7011/7045/7045 Horal

Modele te mogły być fabrycznie doposażone w grzałkę cieczy umieszczaną w bloku, roletę chłodnicy, przełącznik WOM 540/1000, łapacz iskier, klapkę wydechu i wzmacniacz momentu.
Modernizacja 5
Lata produkcji: 1984–1992

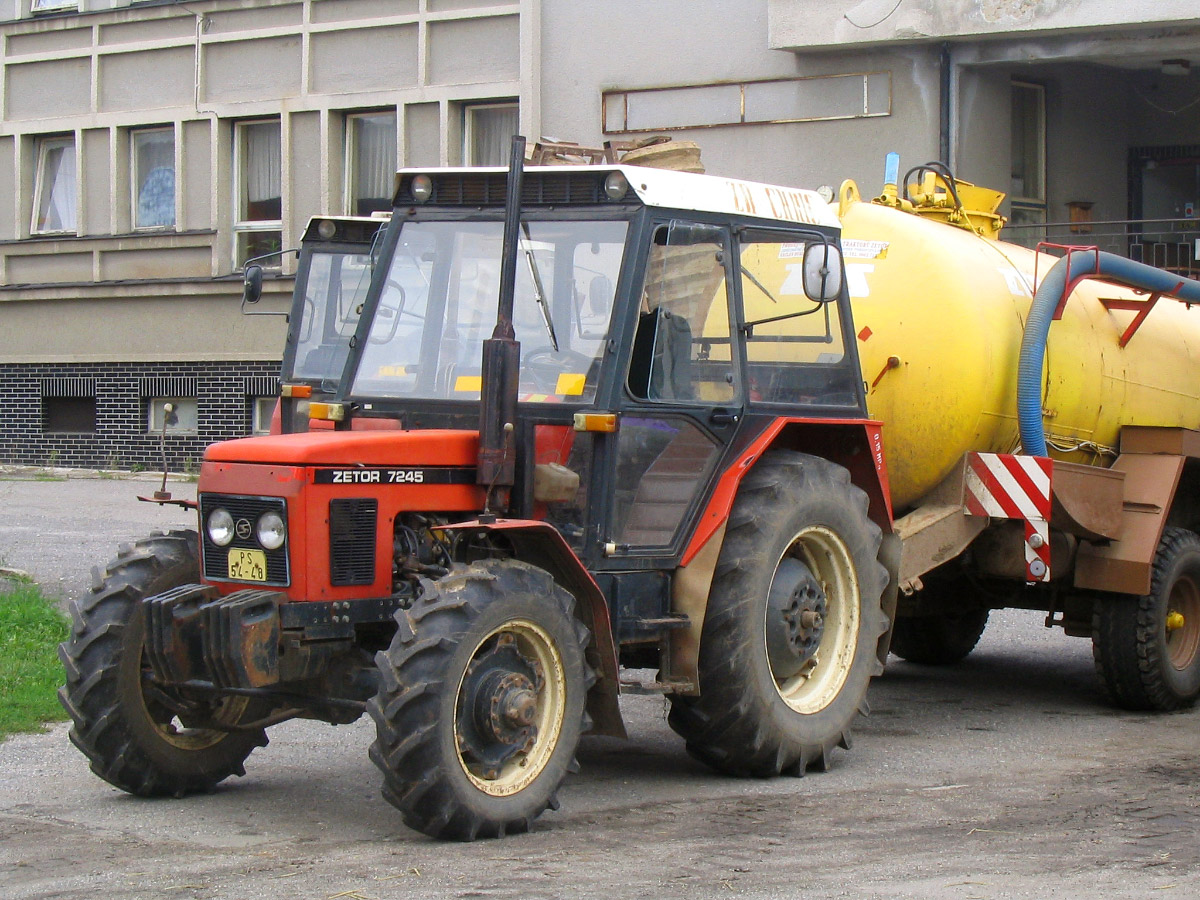
Zetor 7245

- wszystkie typy silników zostały wyposażone w nowe pompy wtryskowych typu M1, bezobsługowe smarowane z olejowego systemu silnika
- zmiana wyglądu maski(klapa góra została pozbawiona garba, na bokach maski miejsce na naklejki modelu zostały przeniesione wyżej, zostały zastosowane większe boczne kratki wentylacyjne o nieco zmienionym kształcie i zmienionym mocowaniu pozwalającym demontować je z zewnątrz, front maski pozbawiony jest okrągłej dziury na logo Zetora, a w zamian ma 2 otwory na przednią górną czarną listwę ozdobną będącą jedyną listwą ozdobną w tym typie i komponującą się z naklejkami modelu w jedną całość)
- Zetor 5211/5245
- Zetor 6211/6245
- Zetor 7211/7245/Zetor 7245 Horal

Modernizacja 6
Ciągniki tej modernizacji charakteryzowały się zwiększoną mocą dzięki zwiększeniu skoku tłoka z 110 do 120 mm, zwiększoną prędkością maksymalną do 30 km/h, hydraulicznymi hamulcami dyskowymi suchymi. W 1989 do produkcji weszły modele wyposażone w turbodoładowany silnik Z 7701 T – Zetor 7711 Turbo oraz Zetor 7745 Turbo. W sumie ciągników 6 modernizacji wyprodukowano 32602 sztuk.
Lata produkcji: 1986–1992
- Zetor 7711/7745
- Zetor 7711 Turbo /7745 Turbo

Model 92
Lata produkcji: 1992–1999
- Zetor 3320/3340
- Zetor 4320/4340
- Zetor 5320/5340/5340 Horal
- Zetor 6320/6340/6340 Horal
- Zetor 7320/7340

Major

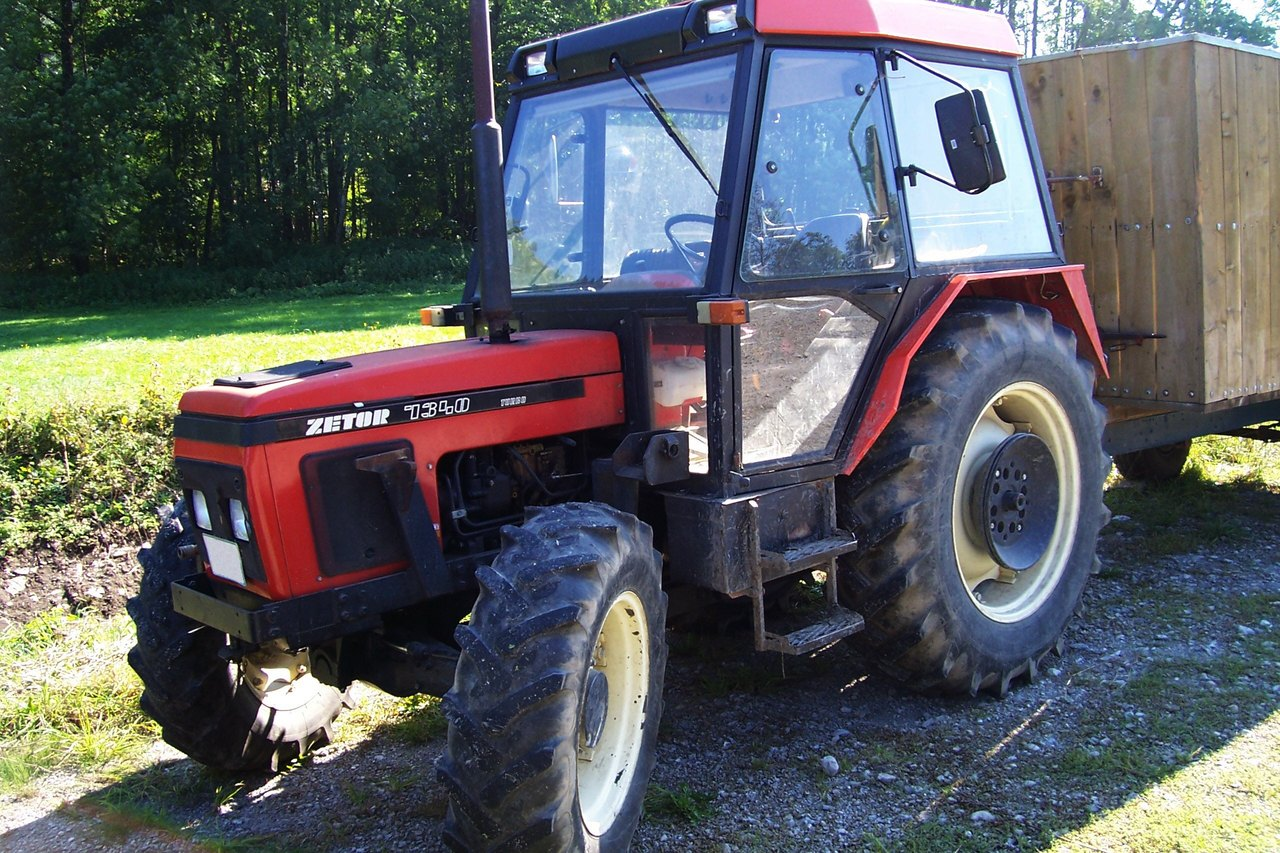
Zetor 7340

Nazwa Major powróciła do serii UŘ I wraz z modernizacją modelu 92 wyposażonego w silniki typu EKO spełniające normę EHK96. W latach 1992–2006 wyprodukowano w sumie 48275 sztuk ciągników serii Model 92 i Major UŘ I.
Lata produkcji: 1999–2006
- Zetor 3320/3340
- Zetor 4320/4340
- Zetor 5320/5340
- Zetor 6320/6340
- Zetor 7320/7340

Super model 97
Zaprezentowane po raz pierwszy na targach Agritechnica'97 nowe ciągniki z serii UŘ I model 97 Super, charakteryzują się nową panoramiczną kabiną bezpieczną ze skutecznym wyciszeniem i ulepszoną widocznością zunifikowaną z rodziną ciągników UŘ III, nową maską silnika, napędem na 4 koła uruchamianym elektropneumatycznie oraz mokrymi hamulcami tarczowymi. W sprzedaży oferowana jest wersja o zwiększonej prędkości maksymalnej 40 km/h. W sumie wyprodukowano 11266 sztuk ciągników tej serii.
Lata produkcji: 1997–2004
- Zetor 3321/3341
- Zetor 4321/4341
- Zetor 5321/5341
- Zetor 6321/6341
- Zetor 7321/7341

Vineyard

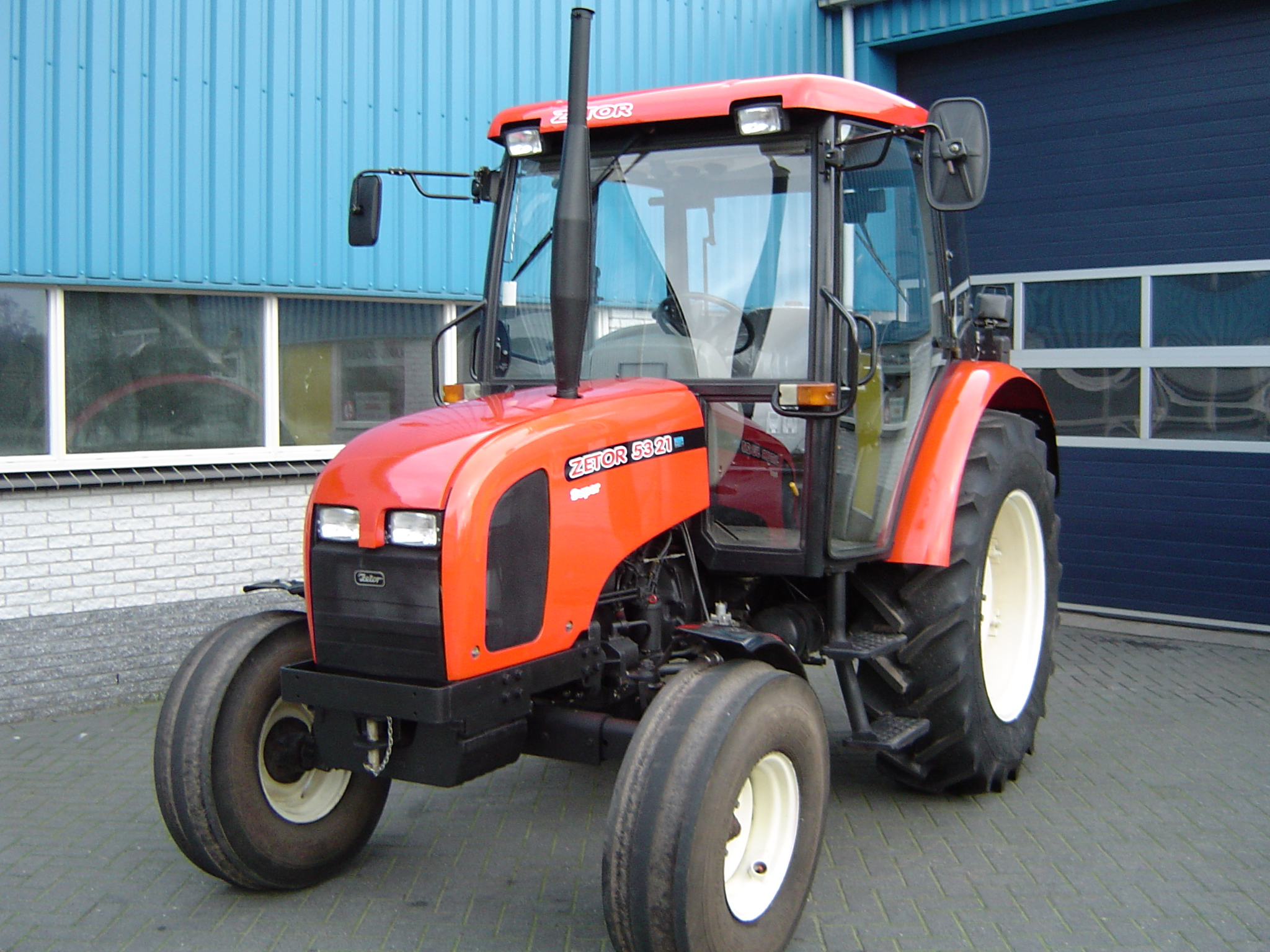
Zetor Super 5321

Do roku 2004 wyprodukowano 1259 sztuk ciągników przeznaczonych do winnic i sadów.
Lata produkcji: 1992–2005
- Zetor 5213
- Zetor 5243
- Zetor 5243Turbo

## UŘ II, UŘ IV, Crystal, ZTS Martin
Zunifikowana rodzina ciągników UŘ II Crystal została skonstruowana w Polsko-Czechosłowackim Ośrodku Badawczo-Rozwojowym Ciągników w Brnie. Jej odpowiednikiem były ciągniki ciężkie produkowane przez ZM Ursus. Nazwa tej serii Crystal pochodzi od czeskiego architekta Otakara Diblíka. Produkcja podzespołów do montażu tych ciągników została podzielona pomiędzy kooperantów i tak np.: ZTS Martin produkował silniki, ZVL Považské strojárne – przekładnie, ZPC Ursus Warszawa – tylne mosty, przednie mosty napędzane przez Uzina Tractorul Brașov w rumuńskim Braszowie, podnośnik i układ hydrauliczny przez Agromet Archimedes Wrocław. Ciągnik ten, choć powstał w biurach Zetora był konstrukcją polską. Pracami nad nim kierowali: Eugeniusz Ajzenberg (silnik) i Jerzy Stożek (układ napędowy). Ich zastępcami byli konstruktorzy czechosłowaccy, inżynierowie: Boživoj, Vrona i Jaroslav Zezula.
W roku 1968 został wdrożony do produkcji pierwszy ciągnik tej serii Zetor Crystal 8011. Seria ta nagrodzona została złotym medalem na międzynarodowych targach w Brnie w 1970 roku. W tym roku został również przedstawiony prototyp modelu Zetor 8045 Crystal z przednią osią napędzaną. Na początku lat osiemdziesiątych XX w. produkcja tych ciągników została przeniesiona do zakładów ZTS Martin na Słowacji.
Ciągniki te były wyposażone są w cztero- i sześciocylindrowe silniki marki Zetor, które były produkowane w Zbrojovka Brno. Przekładnię tworzą czterobiegowa skrzynia biegów z dwustopniową redukcją i uzupełniona przez wzmacniacz momentu obrotowego umożliwiający zmianę biegów pod obciążeniem. Seria UŘ II została wyposażone w nowoczesną na ówczesne lata kabinę bezpieczeństwa zamontowaną na gumowych sprężynach, fotel kierowcy z amortyzowanym zawieszeniem z ogrzewaniem i efektywną wentylacją. Wyposażone były w hydraulikę siłową o zdolności podnoszenia do 4 ton. Ciągniki UŘ II dysponowały siłą pociągową o wartości 41-54 kN.
Lata produkcji:
- Zetor 8011/8045
- Zetor 10011/10045
- Zetor 12011/12045
- Zetor 16045

Zetor UŘ II B
Lata produkcji: 1984-1990
- Zetor 8111/8145
- Zetor 10111/10145
- Zetor 12111/12145
- Zetor 16145

ZTS UŘ II C
Lata produkcji: 1990-1997

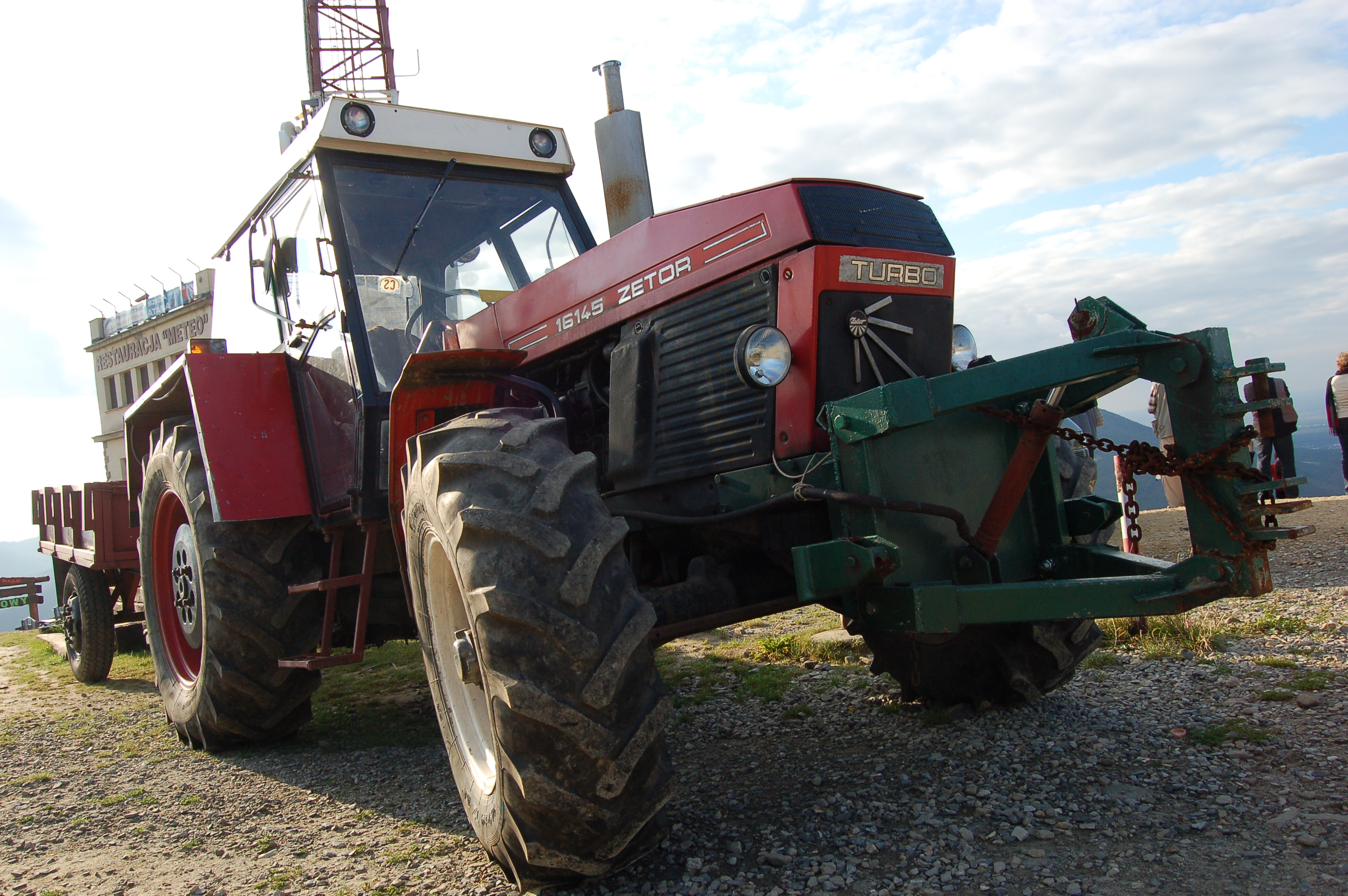
Zetor 16145

Modernizacja C polegała na: lepszym tłumieniu hałasu i wyposażeniu kabiny, która zapewniała również bardzo dobrą widoczność kierowcy; zsynchronizowane skrzynie biegów o prędkościach 25, 30, 35 km/h; mniejsze zużycie paliwa i oleju; większy rozmiar opon – hydrostatyczne sterowanie; automatyczna blokada mechanizmu różnicowego osi przedniej, lub blokada z kontrolą hydrauliczną.
Deska rozdzielcza została wyposażona wskaźnik temperatury, ciśnienia oleju silnika, ładowania akumulatora elektrycznego, przełącznika przednich świateł, hamulca ręcznego, ciśnienia oleju w hydraulicznym obiegu wzmacniacza momentu, wskaźnik poziomu paliwa we właściwym i dodatkowym zbiorniku, poziomu płynu hamulcowego i zanieczyszczenia filtra powietrza.
Łatwiejsza obsługa została poprawiona poprzez: podwieszone pedały, hydrauliczne sterowanie sprzęgłem i hamulcami, sterowanie hydrostatyczne, nowe teleskopowe, gazowe siłowniki drzwi i okien. Elektrohydrauliczne załączanie napędu przedniego mostu, wzmacniacza momentu siły, WOM i mechanizmu różnicowego osi przedniej. Komfort kierowcy w kabinie został poprawiony za pomocą dobrej wentylacji, ogrzewaniu oraz filtracji powietrza.
Silniki Martin Diesel są 4 lub 6 cylindrowe, zasilane olejem napędowym, z bezpośrednim wtryskiem paliwa i chłodzeniem cieczą. Turbodoładowane silniki mają moc maksymalną 90, 100, 140, 160 KM. Specyficzne zużycie paliwa wynosi 235 g/kW/h dla doładowanych i 240 g/kW/h dla wolnossących. Zapas momentu obrotowego wynosi 14 i 20%.
Zsynchronizowane skrzynie biegów mają 8 biegów do przodu w 2 zakresach i 4 do tyłu, które są pomnożone przez wzmacniacz momentu na 16 do przodu i 8 do tyłu. Ciągnik ZTS 16245 został wyposażony w skrzynię biegów, umożliwiającą jazdę z prędkością do 25 km/h, z 6 biegami w przód i 3 w tył (ze wzmacniaczem 12/6).
Hamulce nożne dwuobwodowe są suche dyskowe, sterowane hydraulicznie przez rozłączne pedały. Hamulec ręczny jest sterowany mechanicznie za pomocą ręcznej wajchy. Ciągniki z tylną oś nowej generacji są wyposażone w mokre wielotarczowe hamulce.
Przednia oś jest sterowana hydraulicznie z zintegrowanym siłownikiem lub dwustronnym siłownikiem połączonym z orbitrolem ORSTA lub DANFOS w zależności od życzenia klienta, co ułatwia kierowanie i redukuje wibracje przenoszone na koło kierownicy.
Podnośnik hydrauliczny jest wyposażony w cztery rodzaje sterowania: pozycyjna, siłowa, mieszana i ciśnieniową. Układ hydrauliki zewnętrznej dostarcza olej pod ciśnieniem do podłączonych maszyn rolniczych za pomocą szybkozłączy ISO. Wydajność pompy hydraulicznej wynosi 41 l przy ciśnieniu 16 MPa. Maksymalna siła podnoszenia wynosi 39 kN dla TUZ 2 kategorii, 50 kN dla TUZ 2 i 3 kategorii. Zależnie od typu ciągnika siła podnoszenia może zostać opcjonalnie zwiększona do 65 kN poprzez dodatkowy siłownik pomocniczy o średnicy 63 mm. TUZ sterowany jest mechanicznie. Aby ułatwić podłączanie maszyn, TUZ może zostać opcjonalnie wyposażony w szybkosprzęgi hakowe Walterscheid.
Ciągniki z przednim napędem mogą być wyposażone w przedni TUZ 2 kategorii ISO. Maksymalna siła podnoszenia wynosi 15 kN i 25 kN przy 14 MPa w zależności od typu ciągnika. Wymagane opony przy przednim TUZ 12,4-28; 14,9-24; 14,9-28; z minimalnym rozstawem 1800 i 1900 mm. Razem jest dostarczany opcjonalnie przedni WOM z 21 wypustami, po średnicy 35 mm dla 1000 obr. Maksymalna przenoszona moc na przedni WOM to 40 kW przy prędkości obrotowej silnika 2200 obr./min.
- Zetor ZTS 8211/8245
- Zetor ZTS 9211/9245
- Zetor ZTS 10211/10245
- Zetor ZTS 11211/11245
- Zetor ZTS 12211/12245
- Zetor ZTS 14245
- Zetor ZTS 16245

ZTS UŘ II SUPER M98
Ciągniki te stanowią modernizację serii UŘ II C. Wyposażone są w nową maskę wykonaną z udziałem włókna szklanego, zmodernizowana kabina z nowym okablowaniem i deską rozdzielczą oraz okrągłymi błotnikami
ZTS UŘ II SUPER M99
Reprezentują modernizację poprzedniej rodziny UŘ II C M98 ze wzmocnionym tylnym mostem. Wprowadzono następujące zmiany:
- zmodernizowana kabina z siedziskiem Grammer- zmieniony design maski silnika
- przednia oś napędowa 8RN
- 4-biegowa skrzynia dla prędkości 30 km/h i 35 km/h
- silniki UŘ IV M1 lub UŘ IV M2 spełniające normę EHK 96
- nowa instalacja elektryczna i oświetlenie
- suchy filtr powietrza DONALDSON z podwójnym elementem filtrującym
- pompa hydrauliczna 55 l/min.

ZTS UŘ IV
Zostały one wyposażone w 6-cylindrowe silniki ZS z wtryskiem bezpośrednim, chłodzone cieczą.
Modele 14345, 16345, 18345 są wyposażone w turbodoładowanie. Model 18345 jest dodatkowo wyposażony w intercooler.
Sprzęgło główne jest jednostopniowe, suche, operowane hydraulicznie. Wprowadzenie nowej 16/16 w pełni zsynchronizowanej skrzyni P 90.2 jest największą modernizacją w zakresie biegów roboczych. Odstęp pomiędzy poszczególnymi prędkościami biegów kształtuje się na poziomie 13 – 14% (modele 11311, 11345, 12311, 12345). Skrzynia P 135.1 16/8 została przygotowana dla modeli 12345, 14345, 16345 i 18345. Odstęp pomiędzy poszczególnymi prędkościami biegów wynosi 20%.
Wszystkie modele są wyposażone w dwustopniowy wzmacniacz momentu, który podwaja liczbę biegów. Dźwignie zmiany biegów zostały zlokalizowane po prawej stronie.
Dużą modyfikacją rodziny UŘ IV jest zwiększenie wydajności hydrauliki z 40 l/min do 68 l/min oraz zwiększenie siły podnoszenia w Trzypunktowym Układzie Zawieszenia II kategorii z 44 do 60 kN, III kategorii z 60 do 72 kN.
TUZ z końcówkami hakowymi marki Walterscheid, pozwala na łatwe i szybkie zaczepianie maszyn.
- Zetor ZTS 11311/11345
- Zetor ZTS 12311/12345
- Zetor ZTS 14345
- Zetor ZTS 16445
- Zetor ZTS 18345

## UŘ III
Od roku 1972 trwały prace nad zupełnie nową zunifikowaną rodziną ciągników oznaczoną jako UŘ III, która miała od roku 1978 zastąpić produkcję ciągników UŘ I. Lecz prace nad tą serią przyhamowały z powodów finansowych.
Seria ta została wdrożona do produkcji w 1991. Ciągniki te zostały wyposażone w wysokoprężne czterosuwowe z bezpośrednim wtryskiem paliwa 4,2-litrowe silniki Zetor, czterobiegowe przekładnie w wersjach ze wzmacniaczem momentu lub reduktorem biegów pełzających (16x4), rewersem (8x8) oraz trzybiegowe z dwustopniowym wzmacniaczem (18x6).
W tym czasie w państwie czechosłowackim następowały tendencje do podziału na dwa państwa. Nastąpił podział majątków na czeski Zetor Brno (produkcja ciągników UŘ I) i słowacki ZTS Martin (produkcja ciągników UŘ II). Zetor chcąc wypełnić lukę w ofercie wprowadził do produkcji serię UŘ III.
Lata produkcji:
- Zetor 7540
- Zetor 8540
- Zetor 9540(inne języki)
- Zetor 10540

## Proxima

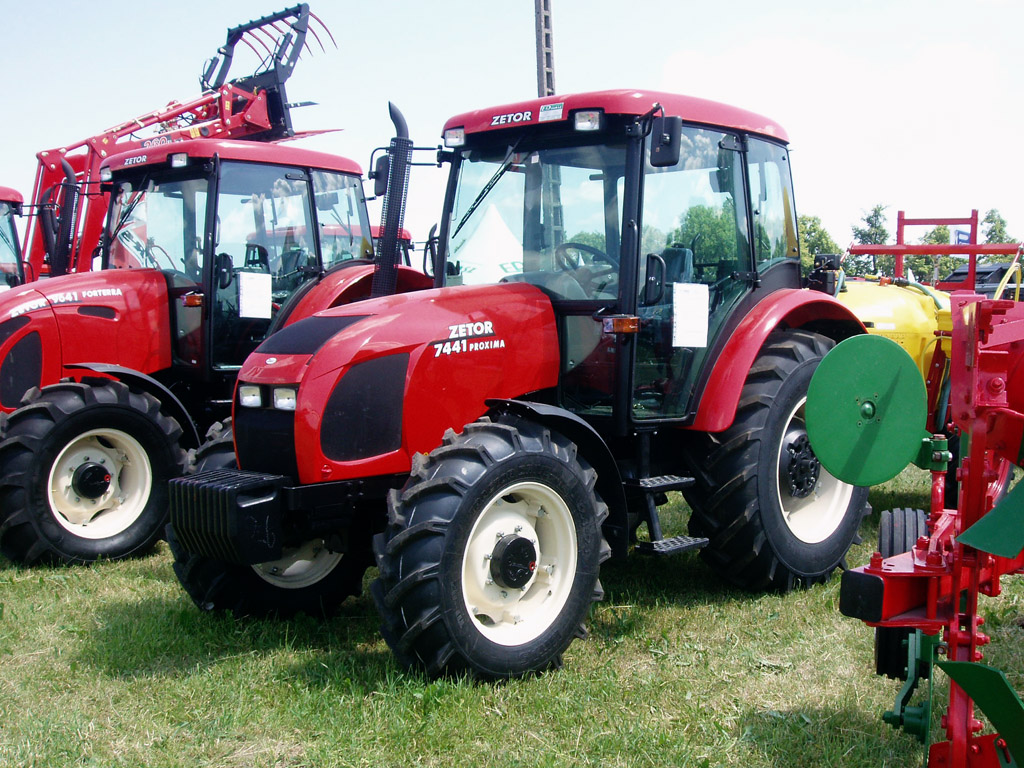
Zetor Proxima 7441

Nowa rodzina ciągników lekkich (JRL), czyli Proxima, miała swoją premierę na targach Techagro w 2004 roku. Zastąpiła ona znaną serię Super odziedziczając po niej skrzynię biegów (10/2, 12/12, 20/4) wraz z tylnymi mostami oraz kabiny. Największą innowacją w tych modelach są silniki spełniające normy ekologiczne (EURO II) pochodzące od serii Forterra.
W 2008 roku Proxima przeszła face lifting: podnoszone maski umożliwiające lepszy dostęp do silnika podczas serwisowania i konserwacji, nowe oświetlenie w masce i na dachu kabiny poprawiające widoczność podczas pracy w nocy, akumulator przeniesiono pod prawą część kabiny, pojemność zbiornika paliwa zwiększono do 150 litrów, nowa podłoga kabiny z większą redukcją hałasu. Wprowadzono silniki spełniające normy emisji spalin EURO III, przedni most Carraro 20.16 o 20% większej nośności oraz przednie obciążniki z modelu Plus. W 2009 roku zmieniono nazewnictwo, umożliwiono montaż opon o szerszych rozmiarach, miejsce na rejestrację przeniesiono na tył dachu kabiny oraz wprowadzono model 90-konny.
We wrześniu 2019 roku na targach Agro Show zaprezentowana została nowa seria ciągników Proxima.
W nowych ciągnikach została zmieniona ich stylistyka oraz kabina. To druga po Majorze seria z wyglądem zewnętrznym opracowanym przez renomowane włoskie biuro projektowe Pininfarina.
W przeprojektowanej kabinie zastosowano nowy opadający dach z oknem polepszającym widoczność na ładowacz czołowy. Wewnątrz zastosowano nowe nawiewy, powiększono ich ilość oraz poprawiono wydajność klimatyzacji – według informacji producenta o 58%. Wszystko to pozytywnie wpływa na komfort operatora nowej Proximy.
Nowa Proxima w zależności od wersji to tak jak było do tej pory różne skrzynie biegów produkowanych podobnie jak silniki przez Czechów. I tak Proxima CL wyposażona jest w standardową w pełni zsynchronizowaną skrzynię posiadającą 12 biegów do przodu i 12 biegów wstecznych.
Powracająca do oferty odmiana GP to z kolei czterobiegowa przekładnia z dwustopniowym wzmacniaczem (16x16) i rewersem mechanicznym. Proxima HS ma natomiast czterobiegową skrzynię biegów z trójstopniowym wzmacniaczem i rewersem elektrohydraulicznym Power Shuttle umieszczonym przy kierownicy oferująca 24 biegi do przodu, jak i do tyłu.
Lata produkcji: 2004 – nadal
- Zetor Proxima 5441
- Zetor Proxima 6441, 65
- Zetor Proxima 7441, 75
- Zetor Proxima 8441, 85
- Zetor Proxima 95

## Proxima Plus

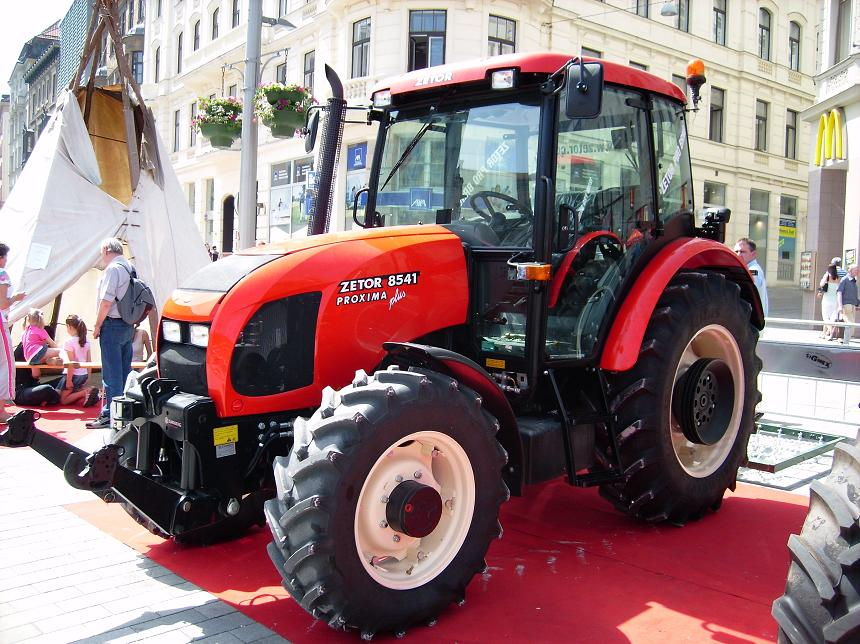
Zetor Proxima Plus 8541 z przednim trzypunktowym układem zawieszenia

W 2006 roku na Międzynarodowych Targach Technologii Rolniczych TECHAGRO w Brnie zaprezentowano nową serię Proxima Plus. Stanowią ją 3 modele z silnikami o mocach maksymalnych 80, 92 i 101 KM. Największą zmianą w tej serii w stosunku do zwykłej Proximy jest nowa skrzynia przekładniowa z chłodnicą oleju, zsynchronizowana z rewersem i jednostopniowym wzmacniaczem momentu sterowanym elektrohydraulicznie o łącznej liczbie biegów 16/16. Zmieniono także dźwignie włączania biegów i rewersu. Nowa przednia oś Carraro 20.16 zapewnia zwiększoną nośność 4000 kg (modele z prędkością 40 km/h mają mokre hamulce w przednich kołach).
Wzmocniono także oś tylną, której nośność wynosi teraz 5000 kg. WOM jest wyposażone w mokre 4-tarczowe sprzęgło przenoszące większą moc. Szybkości WOM to 540 i 1000. Podnośnik jest wyposażony w system typu Zetormatic. Pozostałe zmiany: to hydraulika zewnętrzna 6+1, nowy typ obciążników z mocowaniami wyposażonymi w zaczep, pojemnik na akumulator pod kabiną, nowe materiały we wnętrzu kabiny. W wyposażeniu opcjonalnym można zamówić przedni Trzypunktowy Układ Zawieszenia o udźwigu 2,5 tony oraz przedni WOM (±1000 obr./min) przystosowany do prac przy dużych obciążeniach z mokrym 4-tarczowym sprzęgłem i wygodnym sterowaniem elektrohydraulicznym firmy Zuidberg. W 2008 roku Proxima Plus podobnie jak inne serie przeszła face lifting.
Lata produkcji: 2006 – nadal
- Zetor 8541 85
- Zetor 9541 95
- Zetor 10541 105

## Proxima Power

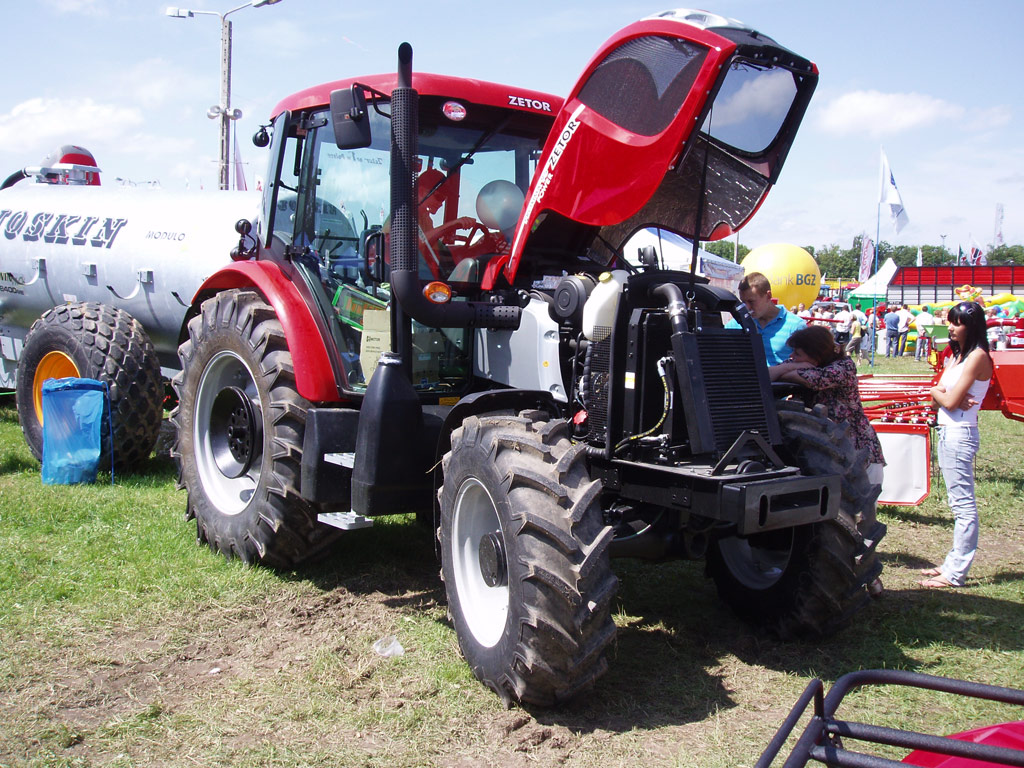
Zetor Proxima Power 95

Najnowsza rodzina ciągników, która zadebiutowała w kwietniu 2008 roku podczas targów Techagro w Brnie. Modele serii Proxima Power są dłuższe o kilkanaście centymetrów od modeli rodziny Proxima. Stosowane są 4 cylindrowe turbodoładowane silniki zbliżone do tych znanych z serii Proxima Plus o mocach maksymalnych od 82 do 101 KM, spełniające normę emisji spalin Tier 3. Jest to m.in. silnik o mocy maksymalnej 100 KM. Ponadto posiadają nową skrzynię biegów typu Power Shuttle z 3-stopniowym wzmacniaczem momentu obrotowego pochodzącym z serii Forterra. Umożliwia ona zmianę kierunku jazdy bez użycia sprzęgła. Dysponuje łącznie 24 biegami zarówno do jazdy w przód, jak i w tył.
Cztery biegi zsynchronizowane można zmieniać bez wciskania sprzęgła nożnego za pomocą przycisku sterującego sprzęgłem elektrycznym. Maksymalna prędkość wynosi 40 km/h. Pojemność zbiornika paliwa powiększono do 175 litrów. Maska silnika otwiera się do przodu, co ułatwia dostęp do chłodnicy i filtrów, WOM posiada regulację czasu załączania a wyjścia hydrauliczne zostały zaopatrzone w ociekacze oleju. W opcji ciągniki te mogą być wyposażone w przedni TUZ z WOM i nośnik obciążników.
Sprzedaż rozpoczęła się na początku 2009 roku. Od kwietnia 2011 roku wszystkie modele Proximy (90, 100, 110, 120) zostały wyposażone w trójpunktowy układ zawieszenia oraz układ hydrauliczny włoskiej produkcji MITA. W odróżnieniu od oferowanego do tej pory rozwiązania jest nieobecność wewnętrznego cylindra, nowe sterowanie oraz zwiększony udźwig podnośnika do 4200 kg. Przekładnia Proximy Power została wyposażona w funkcję automatycznego przełączania wzmacniacza momentu, w której stopnie wzmacniacza momentu są przełączane automatycznie w zależności od obrotów silnika, według uprzednio zapisanych wartości (obrotów silnika).
Lata produkcji: 2008 – nadal
- Zetor Proxima Power 85, Zetor Proxima Power 90
- Zetor Proxima Power 95, Zetor Proxima Power 100
- Zetor Proxima Power 105, Zetor Proxima Power 110
- Zetor Proxima Power 115, Zetor Proxima Power 120

## Forterra

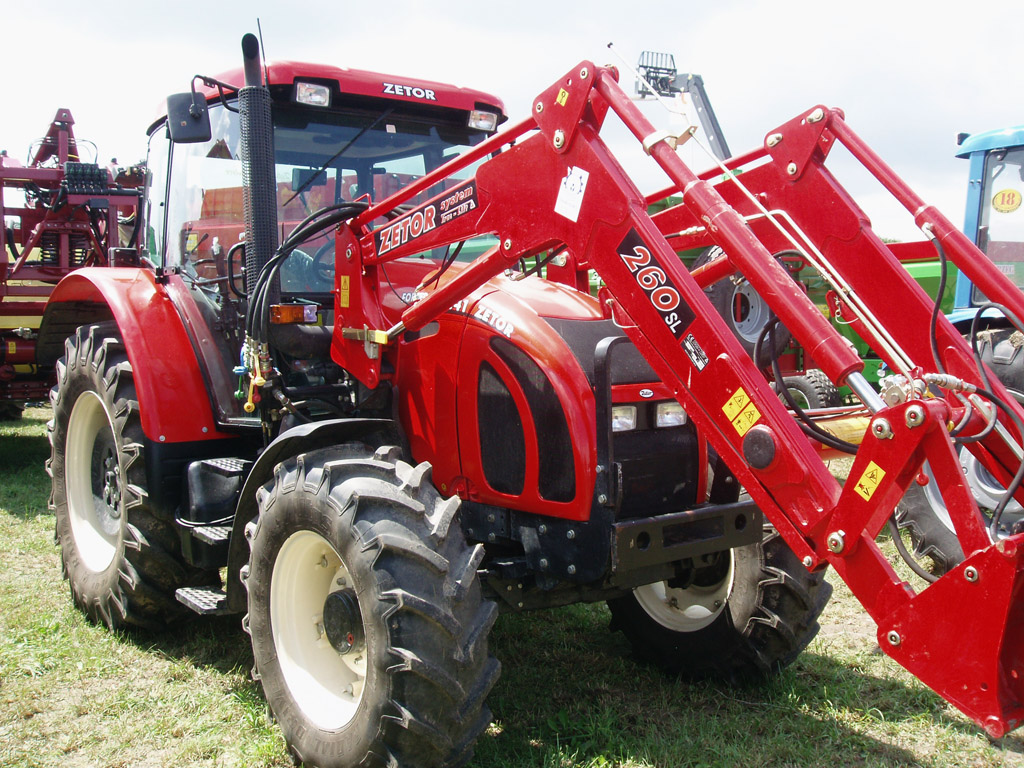
Zetor Forterra 10641 z ładowaczem czołowym Trac Lift 260SL

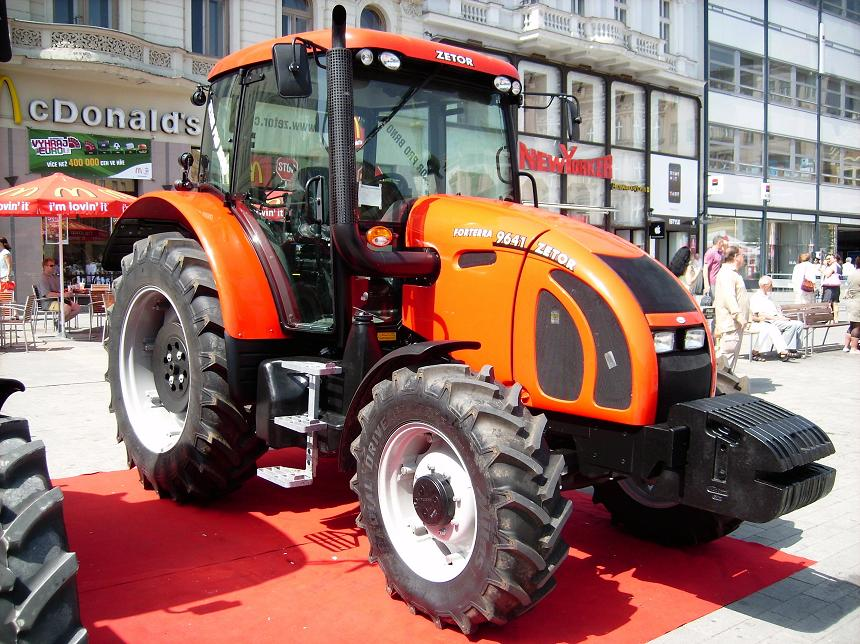
Zetor Forterra 9641 po modernizacji w 2008 roku

W 1998 roku poddano modernizacji serię UŘ III. Nowa zmodernizowana seria nosi nazwę Forterra. Wprowadzono: nową skrzynię biegów 24/18 z 3-stopniowym wzmacniaczem momentu obrotowego, elektroniczne sterowanie TUZ, EHR marki Bosch, wydajniejszą pompę hydrauliczną 60 lub 70 l/min, nowe przednie obciążniki. Zmieniono wnętrze oraz dach kabiny, stopniowym zmianom uległa maska silnika. Zmodernizowano silniki oraz wprowadzono nowy firmy SAME 1006.6W (110 KM) w 11641. W 2001 roku wprowadzono nowy model 11441 z własnym 110-konnym silnikiem, silnik SAME zmieniono na doładowany 1000.6 WT1 (116 KM)(w późniejszym okresie 1000.6 WT1E), zaś oznaczenie ciągnika na 11741. W 2007 roku zaprzestano montażu silnika 1000.6 WT1E z powodu niespełniania normy EURO III i wprowadzono własny 120-konny 1504 (11741 4C). W 2008 roku wprowadzono silniki spełniające normę EURO III, nowe oświetlenie, zmieniono schodki kabiny na antypoślizgowe, przeniesiono akumulator pod kabinę, opcjonalnie można zamówić 205 litrowy zbiornik paliwa.
W 2010 roku dokonano kolejnej modernizacji, zmieniono oznaczenie modeli. Modernizacja obejmowała wprowadzenie 350 mm sprzęgła, nową maskę uchylaną całościowo do góry, lepsze wykończenie kabiny oraz wprowadzono nowy model o symbolu 135 wyposażony w nowy 16-zaworowy silnik Zetor 1605. Model ten okazał się być najlepszym w teście Powermix ciągników czterocylindrowych przeprowadzonym przez Niemieckie Towarzystwo Rolnicze DLG z wynikiem 283 g/kWh – 5.7% bardziej efektywnie niż średnia dla wszystkich ciągników przetestowanych do tej pory.
W lipcu 2020 roku został zmieniony design ciągników rodziny Forterra na stylistykę opracowaną przez znane włoskie biuro projektowe Pininfarina. Pierwszy taki ciągnik koncepcyjny zaprezentowany został w 2015 roku.
Traktory otrzymały nowy dach kabiny ze światłami LED oraz charakterystycznym przewężeniem, które ma poprawić pole widzenia operatora w pracy z ładowaczem czołowym.
Zmieniony zostaje także panel sterowania oświetleniem roboczym, na którym widoczna będzie sylwetka traktora wraz z rozmieszczeniem poszczególnych lamp, we wnętrzu kabiny uwagę zwraca deska rozdzielcza z kolorowym wyświetlaczem i nową grafiką.
W nowych ciągnikach montowane są 4-cylindrowe silniki marki Zetor spełniające normę emisji spalin Stage V.
Lata produkcji: 1998 – 2001 maska metalowa, od 2001 – maska plastikowa
- Zetor 8641
- Zetor 9641 95
- Zetor 10641 105
- Zetor 11441 115
- Zetor 11641
- Zetor 11741
- Zetor 11741 4C
- Zetor 12441 125
- Zetor 135

## Forterra HSX
Na Międzynarodowych Targach Techniki Rolniczej AGROSHOW 2011 w Bednarach został zaprezentowany nowy model Forterra 140 z silnikiem spełniającym obowiązujące od 2012 roku normy emisji spalin EURO IIIB przy użyciu filtra cząsteczek stałych HUSS MD-System. Inne innowacje w tym modelu to nowa skrzynia biegów z elektrohydraulicznym rewersem i pięciobiegową skrzynią przekładniową z 3-stopniowym wzmacniaczem momentu obrotowego 30/30, nową przednią osią oraz zmienioną tapicerką kabiny, nowym fotelem pasażera i deską rozdzielczą. Ciągnik został również wydłużony, co zwiększy jego właściwości trakcyjne oraz uciąg. Zastosowano także nowe rozwiązania hydrauliki i zwiększono jej udźwig do 7000 kg. Produkcja modelu HSX ruszyła w czerwcu 2012 roku.
W 2013 roku do sprzedaży trafiła zmodernizowana Forterra HSX model 2013. Do najważniejszych zmian należy zaliczyć nowy przedni most napędowy Carraro 20.25 z wałem napędowym przedniej osi poprowadzonym centralnie, skrętne błotniki, amortyzację kabiny i okienko dachowe.
Modele:
- 100 HSX 71 kW = 96 KM
- 110 HSX 79 kW = 107 KM
- 120 HSX 87 kW = 118 KM
- 130 HSX 96 kW = 130 KM
- 140 HSX 101 kW = 137 KM

## Forterra HD[19]
Seria zaprezentowana w 2014 roku na targach Techagro w Brnie. Wyposażona w silniki Zetor spełniające normę 3B za pomocą filtrów DOC i DPF. Silnik Z1716 w modelu 150 HD posiada montowaną elektronicznie sterowaną pompę wtryskową, tylną oś szerszą o 266 mm z wyższą nośnością o 16% w porównaniu z modelem HSX. Konsola przedniej osi została wydłużona o 130 mm (rozstaw osi 2720 mm). Nowa przednia oś Carraro 20.25 ze 100% blokadą mechanizmu różnicowego może być na życzenie wyposażona w amortyzację Carraro 20.25 SI wraz z amortyzacją kabiny. Kabina została wyposażona w nowy prawy panel z wielofunkcyjnym joystickiem hydrauliki. Udźwig tylnego podnośnika kategorii 3 wynosi 8500 kg. Wydajność hydrauliki może być opcjonalnie zwiększona do 120 l/min
MODELE:
- 130 HD 96 kW = 130 KM
- 140 HD 101 kW = 137 KM
- 150 HD 109 kW = 148 KM

## Maxterra
W 2009 roku na targach hanowerskich – wystawie rolniczej AgriTechnica został przedstawiony prototyp ciągnika rolniczego Zetor Maxterra, który jest zapowiedzią powrotu czeskiego producenta do ciągników wysokiej mocy. Zgodnie z zapowiedziami seria ta ma być wyposażona w 6-cylidrowe silniki Zetor o mocach odpowiednio: 130-190 KM – 96-140 kW, tylny most i skrzynię biegów ZF T-7200 (6-zakresowa z 4 biegami pod obciążeniem) oraz przednim mostem Carraro 20.29. Zetor Maxterra nie wszedł do seryjnej produkcji.

## Major
21 lutego 2013 roku do produkcji seryjnej wszedł nowy ciągnik Zetor Major wyposażony w 4-cylindrowy 76-konny silnik Zetor 1105 spełniający normy emisji spalin Stage IIIA i układ napędowy Carraro T506. Zastosowano w pełni zsynchronizowaną czterobiegową skrzynię przekładniową z trzybiegową redukcją oraz biegiem wstecznym. Liczba biegów wynosi 12 + 12. Od samego początku produkcji Majora, kabiny do tego modelu produkowane są w Polsce w przedsiębiorstwie KOJA. W lutym 2015 roku nastąpiła zmiana oferty serii Major na Major 60 o mocy 61 koni mechanicznych i Major 80 o mocy 75 KM z silnikami Deutz TCD 2.9 L4 wyposażone w EGR i katalizator utleniający DOC W 2017 roku został zaprezentowany nowy wygląd Zetora Majora 80. Nowy kształt karoserii Zetor zawdzięcza włoskiemu studiu wzorniczemu Pininfarina.

## Crystal
25 czerwca 2015 roku w Brnie został zaprezentowany nowy model Crystal wyposażony w sześciocylindrowy silnik o mocy 144 i 163 KM Deutz TCD6.1L6 wyposażony w system SCR, skrzynię przekładniową o 30 biegach do przodu i 30 biegach wstecznych, która jest obsługiwana przy pomocy trójstopniowego wzmacniacza momentu obrotowego (Power Shift), rewersora hydraulicznego (Power Shuttle) oraz przycisku sprzęgła umieszczonego na dźwigni zmiany biegów (Power Clutch) znaną z serii Forterra HD
23 sierpnia 2018 roku rodzina tych ciągników poszerzyła się o nowy model Crystal 170HD o mocy 171 KM, który może być doposażony w 4 prędkości WOM – 540, 540E, 1000 i 1000E, a jego zbiornik paliwa ma pojemność 300 litrów.
4 lipca 2020 roku została zaprezentowana zmodernizowana rodzina ciągników Crystal. Zaktualizowane ciągniki otrzymały nowy dach ze światłami roboczymi LED, oraz oknem dachowym poprawiającym wydajnie pracę z ładowaczem czołowym, a także bardzo delikatnie przeprojektowaną przednią maskę.
Odnowiony Zetor Crystal otrzymał wzmocnione hamulce oraz oś przednią, ulepszono pracę skrzyni biegów, a w kabinie pojawił się nowy panel sterowania oświetleniem roboczym.
Nowy dach przypomina teraz ten z mniejszych serii Major i Proxima, a jego kształt zaczerpnięty został z zaprezentowanej po raz pierwszy w 2015 roku nowej koncepcji stylistycznej „ZETOR by Pininfarina”.